# Jean-François Champollion
Jean-François Champollion, conocido como Champollion el Joven (Figeac, departamento de Lot; 23 de diciembre de 1790-París, 4 de marzo de 1832), fue un historiador (lingüista y egiptólogo) francés, considerado el padre de la egiptología por haber conseguido descifrar la escritura jeroglífica gracias principalmente al estudio de la piedra de Rosetta. Se doctoró en Historia Antigua por la Universidad de Grenoble. Niño prodigio en filología, dio su primer artículo público sobre el desciframiento del demótico en 1806, y ya de joven ocupó muchos puestos de honor en círculos científicos y hablaba copto y árabe con fluidez.
A principios del siglo XIX, la cultura francesa experimentó un período de "egiptomanía", provocada por los descubrimientos de Napoleón en Egipto durante su campaña allí (1798-1801), que también sacó a la luz la piedra de Rosetta trilingüe. Los eruditos debatieron la edad de la civilización egipcia y la función y naturaleza de la escritura jeroglífica, qué idioma registraba, si es que lo había, y el grado en que los signos eran fonéticos (que representan los sonidos del habla) o ideográficos (registrando conceptos semánticos directamente). Muchos pensaron que la escritura solo se usaba para funciones sagradas y rituales, y que como tal era poco probable que fuera descifrable ya que estaba ligada a ideas esotéricas y filosóficas, y no registraba información histórica. La importancia del desciframiento de Champollion fue que mostró que estas suposiciones eran incorrectas e hizo posible comenzar a recuperar muchos tipos de información registrada por los antiguos egipcios.
Champollion vivió en un período de agitación política en Francia que continuamente amenazaba con interrumpir su investigación de varias maneras. Durante las guerras napoleónicas, pudo evitar el servicio militar obligatorio, pero sus lealtades napoleónicas significaron que fuera considerado sospechoso por el posterior régimen realista. Sus propias acciones, a veces descaradas e imprudentes, no ayudaron en su caso. Le ayudaron sus relaciones con importantes figuras políticas y científicas de la época, como Joseph Fourier y Silvestre de Sacy, aunque en algunas épocas vivió exiliado de la comunidad científica.
En 1820, Champollion se embarcó en serio en el proyecto de desciframiento de la escritura jeroglífica, que pronto eclipsó los logros del erudito británico Thomas Young, quien había hecho los primeros avances en el desciframiento antes de 1819. En 1822, Champollion publicó su primer avance en el desciframiento de Rosetta, jeroglíficos, que muestran que el sistema de escritura egipcio era una combinación de signos fonéticos e ideográficos, la primera escritura de este tipo descubierta. En 1824, publicó un Précis en el que detalló un desciframiento de la escritura jeroglífica demostrando los valores de sus signos fonéticos e ideográficos. En 1829, viajó a Egipto, donde pudo leer muchos textos jeroglíficos que nunca antes se habían estudiado, y se llevó a casa una gran cantidad de nuevos dibujos de inscripciones jeroglíficas. De nuevo a casa le dieron una cátedra en Egiptología, pero solo dio unas pocas conferencias antes de que su salud, arruinada por las dificultades del viaje egipcio, lo obligara a dejar la enseñanza. Murió en París en 1832, a los 41 años. Su gramática del Antiguo Egipcio se publicó póstumamente.
Durante su vida, así como mucho después de su muerte, se llevaron a cabo intensas discusiones entre los egiptólogos sobre los méritos de su desciframiento. Algunos lo criticaron por no haber dado suficiente crédito a los primeros descubrimientos de Young, acusándolo de plagio, y otros cuestionaron durante mucho tiempo la exactitud de sus desciframientos. Pero los hallazgos posteriores y las confirmaciones de sus lecturas por parte de los académicos que se basaron en sus resultados llevaron gradualmente a la aceptación general de su trabajo. Aunque algunos todavía argumentan que debería haber reconocido las contribuciones de Young, su desciframiento ahora es universalmente aceptado y ha sido la base para todos los desarrollos posteriores en el campo. En consecuencia, se le considera como el "fundador y padre de la egiptología".[cita requerida]

## Biografía

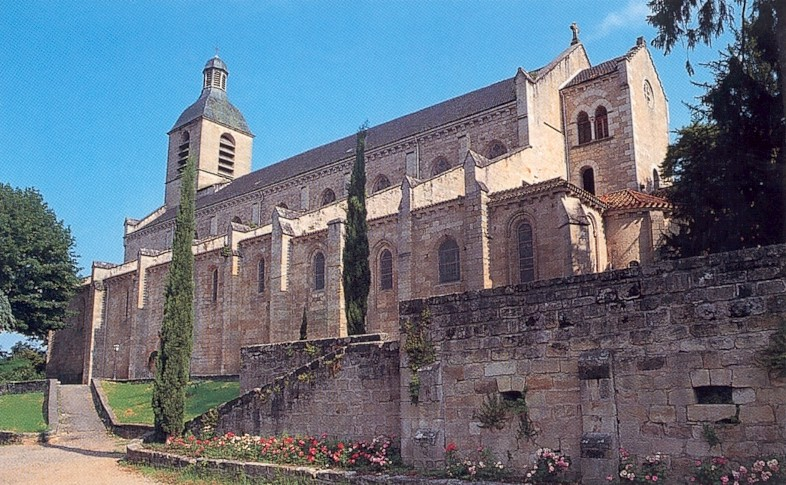
Iglesia de Nuestra Señora del Puy, en Figeac, donde fue bautizado Champollion.

Jean-François Champollion nació el 23 de diciembre de 1790 en Figeac, un pueblo de la región de Mediodía-Pirineos, y fue bautizado ese mismo día en la Iglesia de Nuestra Señora del Puy. Su padre, Jacques Champollion, procedía de Valbonnais, una pequeña población cercana a Grenoble, y se había dedicado a la venta ambulante de libros hasta que se trasladó a Figeac y consiguió abrir su propia librería en la plaza del mercado. Allí conoció a Jeanne-Françoise Gualieu, una chica de buena familia aunque analfabeta, con quien se casó en 1773 cuando ambos tenían treinta años. Jean-François fue el último de sus siete hijos y tuvo tres hermanos: Jacques-Joseph, Guillaume, muerto al nacer, y Jean-Baptiste, fallecido cuando tenía dos años; además de tres hermanas: Thérèse, Pétronille y Marie-Jeanne.
Nacido en plena Revolución francesa, hasta los siete años no recibió ninguna educación formal ya que las escuelas, casi todas regentadas por órdenes religiosas, habían sido cerradas. Con su madre frecuentemente enferma y con un padre ausente debido a sus viajes laborales, Jean-François estuvo al cuidado de su hermano Jacques-Joseph, doce años mayor que él, y de sus tres hermanas mayores. Intentó aprender a leer, escribir y dibujar por su cuenta, hasta que Jacques-Joseph, autodidacta e interesado por la historia antigua, comenzó a darle clases, pero pocos meses después, en julio de 1798, tuvo que trasladarse a Grenoble, donde su padre le había conseguido trabajo. En noviembre ingresó en la escuela primaria, que había reabierto de nuevo, pero aunque muy inteligente, no conseguía adaptarse a la exigencia escolar, era flojo en ortografía y tenía aversión a algunas asignaturas, sobre todo a las matemáticas, así que por sugerencia de su hermano se le consiguió un profesor particular. El elegido fue Dom Calmels, un benedictino con el que hizo grandes progresos en el estudio del latín y del griego, aunque seguía manteniendo una actitud errática y, cuando Calmels juzgó que no podía enseñarle nada más, sugirió a Jacques-Joseph que para desarrollar su talento tendría más oportunidades en Grenoble. Champollion llegó a Grenoble en marzo de 1801, recién cumplidos los diez años, y con el tiempo llegaría a considerar la ciudad como su verdadero hogar por delante incluso de Figeac.
Jacques-Joseph por aquel entonces se había cambiado el apellido por Champollion-Figeac y a Jean-François también le llamaron a veces así, pero el prefería diferenciarse como «Champollion le Jeune» (Champollion el Joven). Su hermano primero le asignó un profesor particular y después le dio clases el mismo hasta que, en noviembre de 1802, lo matriculó en la escuela privada del abate Dussert, una de las mejores y más caras de Grenoble. Allí solo estudiaba idiomas (para las demás materias asistía a la escuela central) y al cabo de su primer curso había hecho tantos progresos en latín y griego que comenzó también a estudiar hebreo, árabe, siríaco y caldeo.
A los doce años de edad conoció a Jean-Baptiste Joseph Fourier, que había sido nombrado prefecto del departamento de Isère a principios de 1802, poco después de haber regresado de la expedición de Napoleón a Egipto. Fourier, que había trabajado en el Instituto de Egipto en El Cairo y estaba encargado de redactar el prefacio a la monumental Descripción de Egipto (Description de l'Égypte), se encontró con Champollion en una de sus visitas de inspección a las escuelas e, impresionado por su interés en Egipto, lo invitó a la prefectura para que viera su colección de antigüedades. Después de contemplar los hasta ese momento incomprensibles jeroglíficos salió de allí no solo decidido a intentar descifrarlos sino convencido de que lo conseguiría.

## El Liceo
En 1804 se inauguró el Liceo de Grenoble y, a principios del mismo año, Champollion aprobó el examen de ingreso y obtuvo una beca que cubría las tres cuartas partes de los gastos. Los Lycées habían sido establecidos por una ley napoleónica en 1802, se crearon cuarenta y cinco en toda Francia y pretendían ser escuelas de elite, con un programa de estudios completamente uniforme y regidos por una disciplina militar en régimen de internado a la que Champollion no pudo adaptarse en los dos años y medio que pasó allí. Estaba agradecido a su hermano, que costeaba los gastos que no cubría su beca, pero siempre estaba falto de dinero en comparación con sus compañeros, la mayoría provenientes de familias acomodadas, y además tenía prohibido dedicarse a sus propios estudios de lenguas orientales, los únicos que realmente le interesaban incluso en sus horas libres. Aprendió en privado el copto, el italiano, el inglés y el alemán. En 1807 los estudiantes del liceo protagonizaron una revuelta en contra de las estrictas normas de estudio, y Jacques-Joseph finalmente permitió que su hermano viviera en su casa, bajo su cuidado y tan solo acudiera a la escuela cuando lo considerara necesario.

## París
En agosto de ese mismo año terminó sus estudios en Grenoble, y Champollion se trasladó a la capital, París, con el fin de proseguir con sus estudios sobre lenguas antiguas. Comenzó entonces su interés por el estudio de los jeroglíficos egipcios, y no era el único: por toda Europa, los intelectuales, encerrados en bibliotecas, y en el más estrecho de los hermetismos, trabajaban cada uno por su cuenta para ser el primero en resolver el acertijo de los jeroglíficos. Presionado por los magros, pero constantes avances de algunos de estos eruditos, Jean-François sentía que el tiempo se le escapaba; tan solo su hermano, con grandes dotes para las lenguas antiguas y que ya había hecho un fallido intento de descifrar la piedra Rosetta, comprendía su afán. De nuevo le apoyó financieramente a pesar de que debía de mantener una familia en aumento.

No te desanimes con el texto egipcio; este es el momento para aplicar el precepto de Horacio: una letra te llevará a una palabra, una palabra a una frase y una frase a todo el resto, ya que todo está más o menos contenido en una simple letra. Continúa trabajando hasta que pueda ver tu trabajo por ti mismo.
Champollion

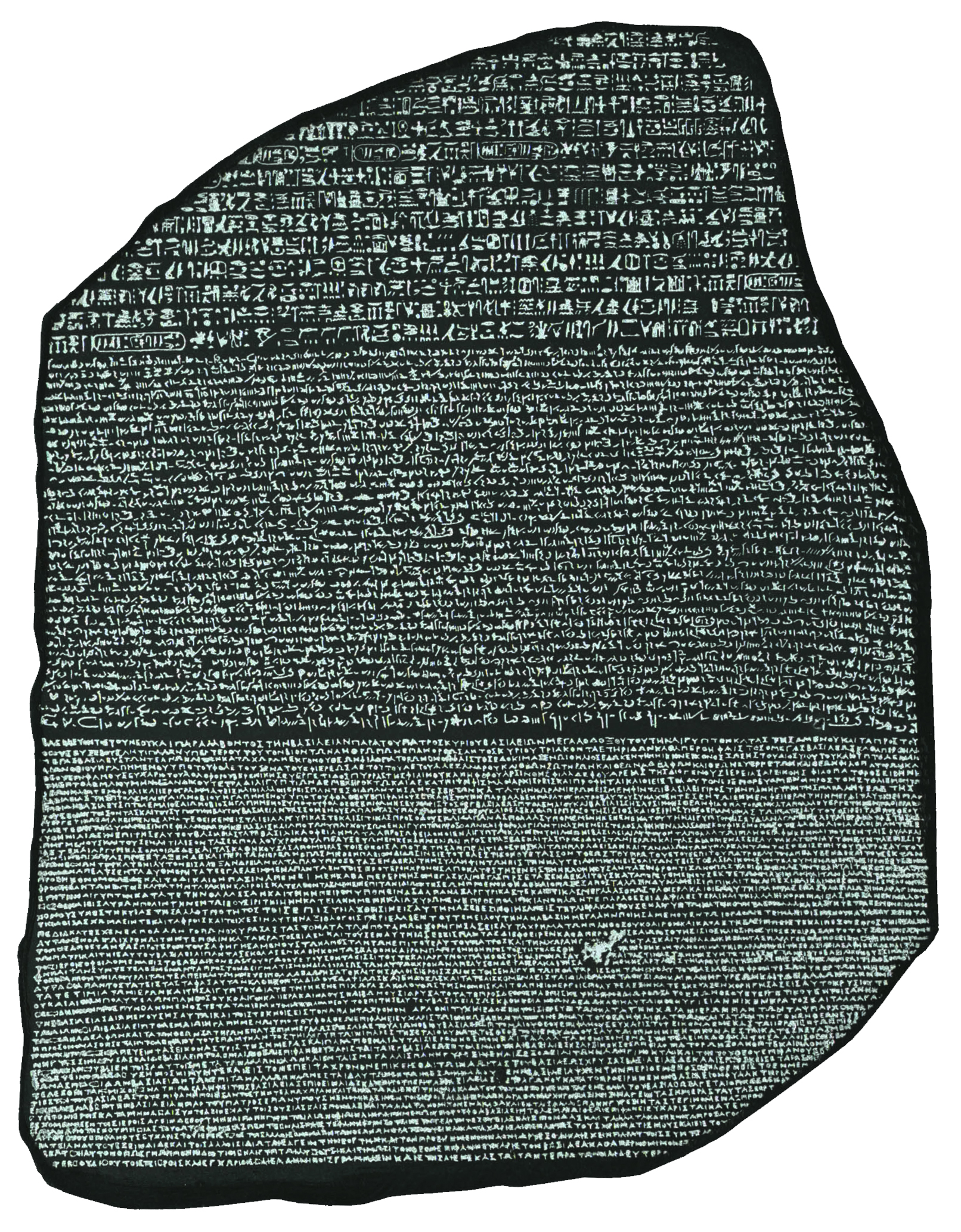
Piedra de Rosetta.

Champollion creía que para entender los textos egipcios, era necesario conocer, traducir e interpretar sin error alguno el copto, capacidad de la que carecían todos aquellos eruditos que aspiraban a descifrar los jeroglíficos. Su esquema de estudio predecía que a través del copto entendería las inscripciones en demótico (una forma abreviada de la escritura hierática) y con la ayuda de la lengua egipcia, alcanzaría a descifrar la escritura jeroglífica. Para ello estudió el copto en El Colegio de Francia, en la Escuela de Idiomas Orientales y en la Biblioteca Nacional de París. También aprendió el copto litúrgico de la mano de un sacerdote egipcio. Siendo apenas un adolescente logró compilar un diccionario de copto conformado por 2000 palabras. El experto en jeroglíficos Silvestre de Saçy, fue uno de sus nuevos maestros. Por desgracia, y debido a la gestión de Napoleón, que no cesaba en su empeño de orquestar constantes campañas militares que desmoralizaban a la nación entera, y ante la escasez de alimentos y la elevada inflación, no existía tiempo para el estudio, y quien quisiera sobrevivir en tales circunstancias, debía de tener la enorme suerte de poseer un trabajo constante y remunerado, algo de lo que carecía Jean-François. Vivía con el eterno temor a ser reclutado en el ejército, escaseaban los jóvenes sanos; su salud estaba muy deteriorada, estaba hundido en una profunda depresión, terriblemente delgado y prácticamente vestido con harapos. El que sería uno de los padres de la egiptología, y el hombre que descifró la piedra Rosetta, era poco más que un pordiosero.
En esta época, con solo dieciséis años, escribe a su hermano Jacques-Joseph:

Yo me consagro completamente al copto. Quiero conocer el egipcio tanto como mi propia lengua materna, porque en esta lengua estará basado mi gran trabajo acerca de los papiros egipcios.
Champollion, 1807

## Universidad de Grenoble
Su suerte volvería a cambiar en 1809 cuando, contando tan solo con 18 años de edad, publicó su geografía de Egipto, una primera parte de lo que pretendía ser una obra de mayor envergadura. Gracias a esta publicación obtuvo una plaza como profesor de Historia Antigua en la recién fundada Universidad de Grenoble. Jacques-Joseph obtuvo aquel mismo año, y en la misma universidad, una plaza como profesor de Literatura Griega. Ambos hermanos obtuvieron el doctorado. A pesar de contar con un trabajo estable y digno, seguían teniendo problemas, no solo de dinero, sino también personales y políticos. En 1813, mientras Jean-François percibía un sueldo miserablemente bajo, lo cual lo obligaba a humillarse dando clase a antiguos compañeros del Liceo a los que en su momento había considerado inferiores a él, y la familia de Rosine Blanc (acaudalados dueños de una fábrica de guantes), la muchacha a la que cortejaba, se negaba a permitir que contrajeran matrimonio, Jacques-Joseph atravesaba problemas con su esposa y su familia.
Ambos hermanos tenían un interés enfermizo y preocupante por la política; confesaban ser abiertamente bonapartistas, eran dolorosamente francos y sinceros, y con frecuencia sacaban de sus casillas a todo aquel que intentara ejercer cierta autoridad sobre ellos. No sabían utilizar la diplomacia y se granjeaban enemistades con mucha asiduidad. Era imposible que pasaran inadvertidos por donde fueran. La mayor preocupación de los hermanos residía en la dificultad de conseguir copias de los jeroglíficos, algo que nunca hubiera pasado en París.
En 1814 los hermanos Champollion seguían faltos de fondos monetarios, Jean-François más que su hermano, mientras que al otro lado del Canal de La Mancha, en Londres, el doctor Thomas Young, erudito, científico, astrónomo, músico, médico y profesor de Filosofía Natural de la Royal Institute andaba falto de tiempo para dedicarse de la manera en que lo hacía Champollion a la piedra de Rosetta. En el tiempo que logró hacerlo, llegó a identificar correctamente al menos cuarenta signos. Champollion trabajó y corrigió la lista que Young publicó. Durante mucho tiempo mantuvieron correspondencia de manera esporádica, tuvieron una amistad bastante superficial que menguó con el tiempo, y en ocasiones llegaron a considerarse acérrimos enemigos y rivales.
Cuando en el año 1814 Napoleón abdicó y partió de Francia hacia la Isla de Elba, Luis XVIII subió al trono de Francia. La partida de Napoleón evitó el ataque del ejército austríaco, que le había declarado la guerra a Francia un año antes. Los hermanos Champollion, a pesar de haber criticado en algún momento al régimen de Napoleón, seguían siendo fieles bonapartistas. Uno de sus defectos era que tanto Jacques-Joseph, que consideraba a Bonaparte su héroe, como Jean-François, no sabían mantener sus inclinaciones políticas en secreto. Empezaron a criticar con dureza a la monarquía.
En marzo de 1815 Napoleón volvía de su exilió en Elba a Francia. De camino a París se detuvo un día entero en Grenoble donde conoció a los hermanos Champollion. Tanta fue la impresión que le produjo a Jacques-Joseph que este tomó la decisión de abandonar a su familia y seguir a Napoleón hacia el norte. Auspiciado por la visita de su héroe Jean-François publicó un artículo que resultó ser un polvorín en su contra. En su escrito se podía leer:

Napoleón es nuestro príncipe legítimo.
Champollion, 1815

Con esta cita dejaba bien claro cuales eran sus lealtades en el ámbito político. No pudo elegir momento más inoportuno. Napoleón se embarcó en la difícil tarea de ganar una guerra que tenía perdida de antemano; Waterloo, y de nuevo marchó al destierro. Esta vez a la lejana isla de Santa Elena. Mientras tanto Grenoble, que permanecía fiel al dictador, acabó siendo bombardeada conjuntamente por los ejércitos de Austria y Cerdeña. Jean-François, preocupado por su hermano mayor que se encontraba aún en París, le escribió estas líneas:

sobre todo sálvate tú... yo no tengo ni esposa ni un hijo.
Champollion, 1815

## Destierro
En 1816 fueron oficialmente expulsados de la Universidad y condenados al destierro en Figeac, el sitio que los vio nacer, compartiendo la casa familiar con su anciano y alcohólico padre y dos de sus tres hermanas, las solteras Thérèse y Marie-Jeanne. En 1817 le levantaron la sentencia al menor de los Champollion que pudo regresar a Grenoble donde, en diciembre de 1818, pudo finalmente casarse con Rosine.
Hacia finales de 1821 Champollion hizo verdaderos e importantes progresos en sus estudios de los signos jeroglíficos. Primero, logró demostrar que la escritura hierática, no era, sino una forma más simple y abreviada de la escritura jeroglífica. Por su parte, la escritura demótica era una versión posterior y todavía más simplificada de la hierática. En resumen, los antiguos egipcios habían utilizado tres escrituras diferentes para escribir las mismas palabras. Ese mismo año logró clasificar y componer una tabla de 300 signos jeroglíficos, hieráticos y demóticos, lo que le permitió hacer transcripciones entre los tres.
Pese a los extraordinarios avances de sus trabajos, su vida personal no iba nada bien. Volvía a estar enfermo, deprimido, sin empleo y otra vez en París. Compartía casa en la rue Mazarine, cerca del Instituto de Francia, donde su hermano había encontrado un trabajo.
Gracias a las comparaciones de varios textos escritos con signos jeroglíficos, se percató de que existían letras homófonas; podían sonar igual, pero se escribían de dos formas distintas. Como la T en Cleopatra y Ptolomeo: sonaban igual, pero se escribían de manera distinta en cada uno de los nombres. Pronto pudo estudiar las inscripciones del templo de Karnak, situado en Tebas, lo que le permitió reconstruir el nombre de Alejandro. Tardó poco tiempo en lograr reconstruir un alfabeto fonético que se podía aplicar a todos los nombres grecorromanos que fueron escritos en egipcio. Le faltaba lo más difícil: lograr descifrar los nombres reales en egipcio.
El 14 de septiembre de 1822 la puerta del despacho de Jacques-Joseph se abrió de golpe y un emocionado Jean-François, que había estado trabajando en casa, como era costumbre, entró corriendo al grito de Je tiens l'affaire! (¡Lo tengo!) y cayó desvanecido al suelo. Durante unos instantes Jacques-Joseph creyó que su hermano estaba muerto. Nada más lejos de la realidad, el joven Champollion había recibido textos de mil quinientos años más antiguos que los de la Piedra Rosetta, que contenían nombres reales. Para su asombro, fue capaz de reconocer nombres de reyes egipcios, que previamente se habían encontrado en las obras grecorromanas.
Apenas trece días después, el 27 de septiembre, se presentó su descubrimiento ante la Academia de Inscripciones de París, de manera formal, por medio de una carta. Carta para M. Dacier relativa al alfabeto fonético jeroglífico utilizado por los egipcios (Bon-Joseph Dacier era el secretario de la Academia por aquel entonces). La carta se tradujo y publicó en varios idiomas y empezaron los elogios y las críticas. Algunos no le creyeron; otros, como Thomas Young, lo acusaron de robar las ideas de otros. Champollion no se rindió; gracias a las visitas al Museo de Turin, que albergaba muchos textos jeroglíficos, en el año 1824 tenía perfeccionado su sistema y se vio con fuerzas para publicar Précis du système hiéroglyphique des anciens Égyptiens (Resumen del sistema jeroglífico de los antiguos egipcios) En esta obra explicaba la complicada naturaleza de los jeroglíficos:

La escritura jeroglífica es un sistema complejo, una escritura que es a un tiempo figurativa, simbólica y fonética en un mismo texto, en una misma frase y, debería decir, casi en una misma palabra.
Champollion, 1822

## Museo del Louvre
En 1826 logró el reconocimiento al trabajo de toda una vida. Fue nombrado conservador de la colección egipcia del museo del Louvre. Recopilaba objetos para montar exposiciones, organizaba la propia exposición, y sobre todo tenía que enfrentarse a todos aquellos colegas que no creían que mereciera el respeto que se había ganado con su trabajo. Consiguió que los objetos fuesen expuestos de forma sensata y cronológica, aunque no le permitieron decorar las salas con un estilo verdaderamente egipcio.
Dos años después se cumplió su mayor sueño; poder visitar Egipto. Fue integrante de una misión franco-toscana de la que también era parte el egiptólogo italiano Ippolito Roselini, además de doce artistas, delineantes y arquitectos. Fue la primera y única vez que pudo pisar tierra egipcia. Desembarcaron en Alejandría el 18 de agosto de 1828, primero fueron a El Cairo, donde vieron por vez primera las pirámides. El 4 de diciembre llegaron a Asúan, al sur del país. Después se internaron en Nubia para poder visitar los templos ramésidas excavados en la roca en Abu Simbel.
Un fragmento de la carta que le escribe a su hermano muestra sus primeras impresiones:

Aunque solo fuera por el gran templo de Abu Simbel, valdría la pena el viaje a Nubia: es una maravilla que hasta en Tebas considerarían algo bellísimo. El trabajo que costó esta excavación desafía la imaginación. La fachada está decorada con cuatro estatuas sedentes colosales, de altura no inferior a los dieciocho metros. Las cuatro, obras de soberbia artesanía, representan a Ramsés el Grande: sus caras son retratos y guardan un parecido perfecto con las imágenes de este rey que hay en Menfis, en Tebas y en cualquier otro lugar. También lo es la entrada; el interior es totalmente digno de visitarse, pero hacerlo supone una ardua tarea. A nuestra llegada la arena y los nubios encargados de trasladarla habían bloqueado la entrada. Hicimos que la despejaran de manera que abrieran un pequeño hueco y tomamos entonces todas las precauciones que pudimos contra la arena que caía, que en Egipto, así como en Nubia, amenaza con sepultarlo todo. Yo iba casi completamente desnudo; solo llevaba mi camisa árabe y los calzones de algodón, y avancé reptando sobre el estómago hacia el pequeño umbral de una puerta, que, de haber estado despejada, habría medido por lo menos siete metros y medio de alto. Pensé que avanzaba hacia la boca de un horno y, deslizándome hacia el interior del templo, me encontré en una atmósfera a 52 °C de temperatura... Tras pasarme dos horas y media admirándolo todo y haber visto todos los relieves, se impuso la necesidad de respirar un poco de aire puro y me fue necesario volver a la entrada del horno.
Champollion, 1828

## Muerte

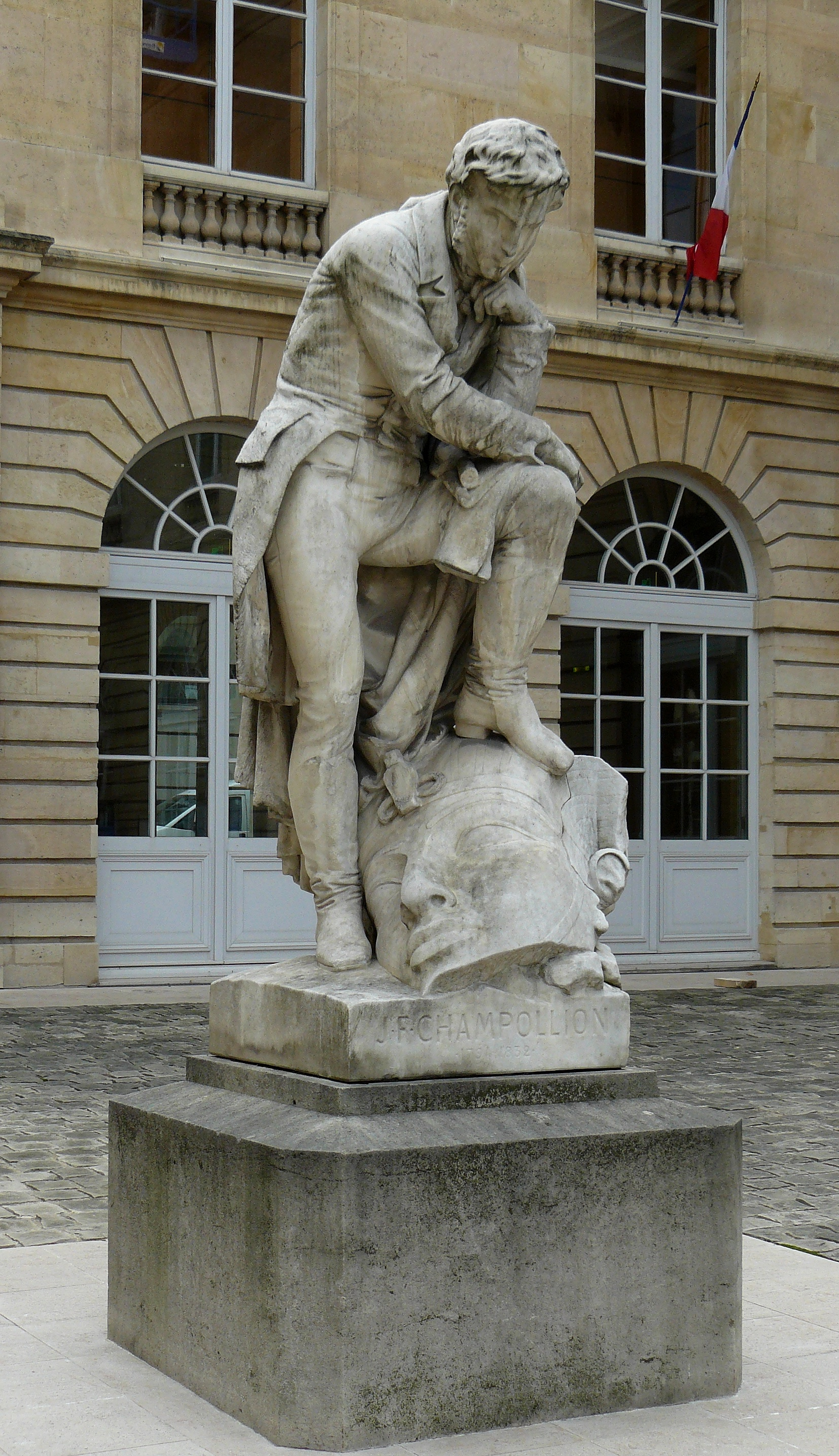
Estatua monumental de Champolion, obra de Bartholdi, situada en el patio de honor del Collège de France. Apoya el pie izquierdo sobre la cabeza de la estatua de un faraón.

Después de pasar 18 meses de trabajo de campo, disfrutando de la auténtica vida de un arqueólogo, su salud comenzó a resentirse. Volvió exhausto a Francia para completar su obra más grande y ambiciosa, su Grammaire égyptienne (Gramática egipcia). En marzo de 1831 fue nombrado profesor de Arqueología en el College de Francia. No disfrutaría demasiado tiempo de su merecido puesto. Murió el 4 de marzo del año siguiente. Tenía 41 años, sufría de diabetes, padecía tisis, gota, parálisis, tenía enfermo el hígado y también el riñón. Un ataque al corazón acabó con su vida.
Jacques-Joseph quedó destrozado tras la muerte de su hermano menor. En 1832, como homenaje póstumo a su hermano, logró terminar y editar la última obra de Jean-François Champollion, la Gramática egipcia, cuya elaboración le había hecho salir del país de las pirámides con el que tanto había soñado.

## Carrera
- Liceo de Grenoble

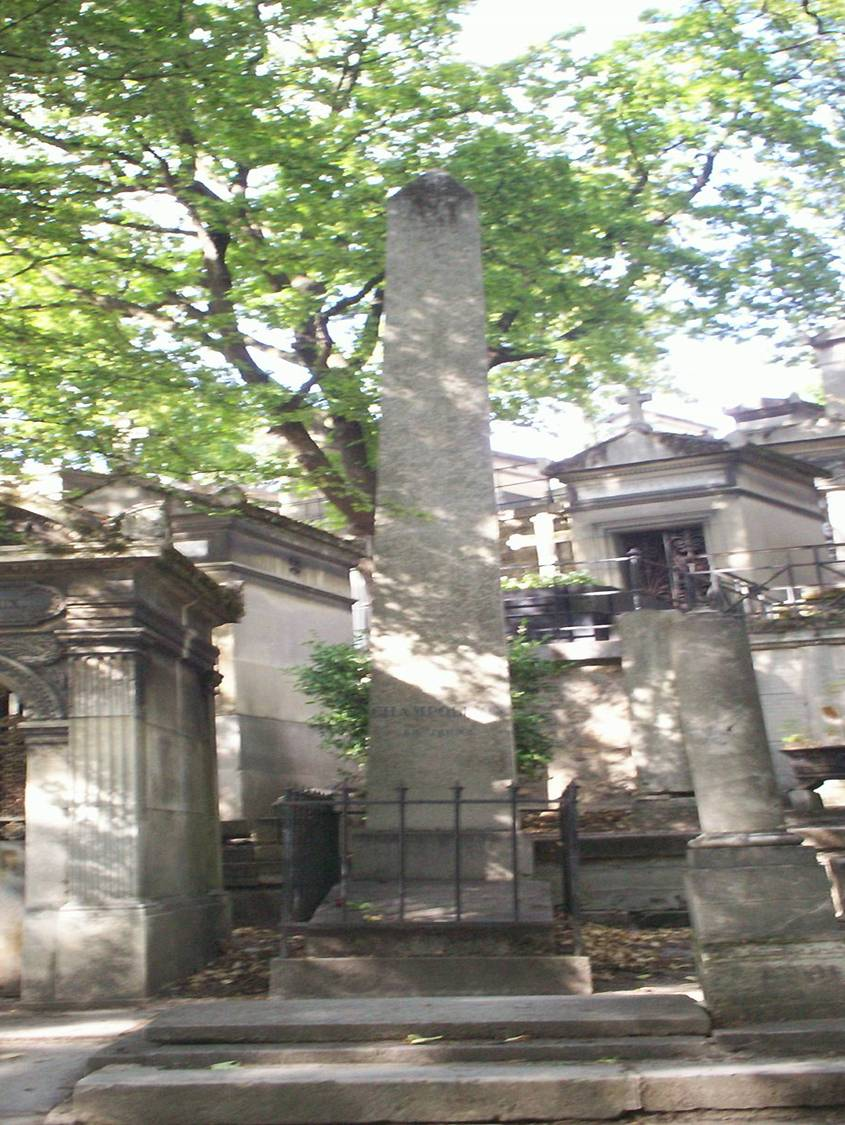
La tumba de Champollion, presidida por un obelisco, en el cementerio del Père-Lachaise.

- Estudio de las lenguas semítico-camíticas en París
- Profesor adjunto de Historia en la Universidad de Grenoble
- Conservador del Museo Egipcio del Louvre
- Catedrático de Arqueología Egipcia en el Collège de France

## Honores

### Museos Champollion
- En su casa en Figeac
- Museo Champollion Vif, en Isère, antigua propiedad de su hermano egiptólogo

### Bustos en sitios públicos
- Reinaugurado su busto restaurado, del escultor Erminio Blotta, en el Boulevard Oroño, Rosario (Argentina).[10][11]

### Cráter lunar
- El cráter lunar Champollion lleva este nombre en su honor.

### Asteroide
- El asteroide (3414) Champollion lleva este nombre en su honor.

## Obra
Casi toda su obra fue editada tras su fallecimiento.

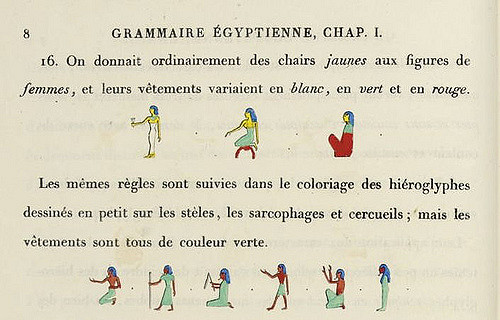
Página manuscrita de Champollion en Gramática egipcia.

- 1822, Lettre à M. Dacier relative à l'alphabet des hiéroglyphes phonétiques.
- 1824, Précis du système hiéroglyphique des anciens Égyptiens.
- 1826, Lettres à M. le Duc de Blacas d'Aulps.
- 1827, Notice descriptive des monuments égyptiens du Musée Charles X.
- 1828, Précis du système hiéroglyphique des anciens Égyptiens ou Recherches sur les élémens premiers de cette écriture sacrée, sur leurs diverses combinaisons, et sur les rapports de ce système avec les autres méthodes graphiques égyptiennes.
- 1828-29, Lettres écrites d'Égypte et de Nubie
- 1836, Grammaire égyptienne (Gramática egipcia, obra póstuma)
- 1841, Dictionnaire égyptien en écriture hiéroglyphique (Diccionario egipcio de escritura jeroglífica)